# Жълтоок пингвин
Жълтоокият пингвин (Megadyptes antipodes) е вид птица от семейство Пингвинови (Spheniscidae), единствен представител на род Megadyptes. Видът е застрашен от изчезване.

## Разпространение и местообитание
Разпространен е в Нова Зеландия.